# Мартін Брандл
Мартін Брандл (англ. Martin Brundle; нар. 1 червня 1959 року в Кінгс-Лінн, Норфолк) — британський англійський спортсмен-автогонщик, учасник чемпіонатів Світу з автоперегонів у класі Формула-1. У 1988 році завоював титул чемпіона Worlds Sportscar, а у 1990 році здобув перемогу в гонці 24 години Ле-Мана на машині Jaguar XJR-12.